# Золото сёгуна
«Золото сёгуна», иное русское название — «Гоёкин»  (яп. 御用金: гоёкин; англ. Goyokin) — японский кинофильм 1969 года, снятый режиссёром Хидэо Гося, ставший событием не только в творчестве популярного режиссёра, но и в самурайском жанре.

## Сюжет
Странный инцидент происходит на землях клана Сабая в провинции Этидзэн зимой 1831 года. Полностью вырезано население рыбацкой деревни Куросаки. В живых остаётся лишь 18-летняя Ориха, обучавшаяся в городе ткацкому ремеслу и потому отсутствовавшая в момент резни. В это же время в море бесследно исчезает корабль сёгуна с грузом золота, добывавшегося на приисках острова Садо.  
Самурай Могубэй из клана Сабая становится невольным свидетелем убийства рыбаков и их семей. У клана давние финансовые проблемы, и, чтобы решить их, казначей и управляющий замком Рокуго Татэваки вынужден заняться пиратством, захватив драгоценный груз посаженного на мель правительственного корабля. От ненужных свидетелей, простых рыбаков, он бесцеремонно избавляется. Щепетильный в вопросах чести Магобэй потрясён случившимся, но так и не решается вступиться за невинных людей, перебитых по приказу Татэваки, который приходится ему шурином и другом детства. Он обещает не сообщать о произошедшем в обмен на клятву Татэваки никогда не повторить подобного.
Покинув верную жену Сино и оставив свою службу, Могубэй становится странствующим ронином, а затем оседает в столичном Эдо. Пока однажды случайно не узнаёт о том, что Татэваки нарушил клятву и собирается повторить злодеяние: захватить ещё один корабль с золотыми слитками и убить ни в чём не повинных крестьян. Будучи преисполнен решимости разрушить преступные планы Татэваки и его подручных, Могубэй отправляется на родину, обретя в пути друзей, среди которых оказывается правительственный агент Фудзимаки и сбившаяся с пути Ориха. Пережив невероятные моральные и физические испытания, искусный боец на мечах вступает в неравную схватку со своими коварными противниками…

## В ролях
- Тацуя Накадай — Магобэй Вакидзака
- Тэцуро Тамба — Рокуго Татэваки
- Кинносукэ Накамура — Самон Фудзимаки
- Ёко Цукаса — Сино
- Рурико Асаока — Ориха
- Куниэ Танака — Хиросукэ
- Исао Нацуяги — Кунай
- Ко Нисимура — Наку Ёити
- Эйдзиро Тоно — Сабаи, глава клана
- Сусуму Куробэ — Омура Собээ
- Хисаси Игава — Синдзиро Такэути
- Эйтаро Одзава — рассказчик (голос за кадром)

## Премьеры
- — национальная премьера фильма состоялась 1 мая 1969 года[2].
- — премьерный показ в США: август 1969 года в Голливуде (Калифорния)[2].
- — премьера в Гонконге — 14 февраля 1970 года[2].
- — в марте 1970 года впервые показан в Аргентине в рамках конкурсного показа на МКФ в Мар-дель-Плате[2].
- — 6 сентября 1971 года фильм был впервые показан в шведской столице Стокгольме.
- — с 6 декабря 1971 года фильм демонстрировался в польском кинопрокате.
- — премьера в Италии состоялась 18 октября 1972 года.

... Перед нами опять история о разочарованном в самурайских традициях герое (отличная роль Тацуя Накадаи), который вынужден вступить в схватку со своим старым приятелем (всегда безукоризненный Тецуро Танба) - для последнего стремление к власти оправдывает любые преступления. Здесь снова выражена подчёркнуто анти-авторитарная позиция режиссёра и снова мы видим мастерски срежиссированные бои, но в Гойокине Гоша экспериментирует с ритмом, искусственно замедляя его между боевыми сценами и придавая картине (словно в противовес реализму прежних работ) ощущение некоторой ирреальности, тягучесть красивого и яркого сна (цветовое решение оператора Кодзо Окадзаки завораживает). Изощрённый монтаж финальной дуэли на заснеженных просторах с выступлением барабанщиков, лица которых скрыты под масками мифологических монстров, добавляет фильму эффектности, но и отдаляет от реализма ранних картин Гоши.

## Награды и номинации
Кинопремия «Майнити»
- 24-я церемония награждения (за 1969 год)[3].

Выиграны:
- Премия за лучшую операторскую работу — Кодзо Окадзаки.
- Премия за лучшую работу художника-постановщика — Мотодзи Кодзима.

Международный кинофестиваль в Мар-дель-Плата (1970)
- Номинация на главный приз фестиваля